# Barton (Maryland)
Barton es un pueblo ubicado en el condado de Allegany en el estado estadounidense de Maryland. En el año 2010 tenía una población de 457 habitantes y una densidad poblacional de 761 personas por km².

## Geografía
Barton se encuentra ubicado en las coordenadas 39°31′54″N 79°1′1″O / 39.53167, -79.01694.

## Demografía
Según la Oficina del Censo en 2000 los ingresos medios por hogar en la localidad eran de $36.383 y los ingresos medios por familia eran $45.438. Los hombres tenían unos ingresos medios de $37.229 frente a los $28.398 para las mujeres. La renta per cápita para la localidad era de $17.417. Alrededor del 17,7% de la población estaba por debajo del umbral de pobreza.